# 100 mètres nage libre féminin aux Jeux olympiques d'été de 2016
Navigation
Londres 2012 Tokyo 2020
Les épreuves du 100 mètres nage libre féminin des Jeux olympiques d'été de 2016 se déroulent du 10 août au 11 août au Centre aquatique olympique de Rio de Janeiro.

## Déroulement de l’épreuve

### Tours préliminaires
Les séries sont marquées par l’établissement d’un nouveau record olympique par Cate Campbell, détentrice du record du monde, qui l’améliore au cours de sa demi-finale.

### Finale
Certaines nageuses célèbres ne participent pas à la phase finale, comme la brésilienne Etiene Medeiros, à domicile, la double médaillée olympique biélorusse Aliaksandra Herasimenia, et l’italienne Federica Pellegrini, qui préfère se concentrer sur l’épreuve du relais 4×200m. 
La tenante du titre, la néerlandaise Ranomi Kromowidjojo, finit cinquième, tandis que l’australienne Cate Campbell termine sixième après avoir établi deux records olympiques en série et en demi-finale. Sa sœur Bronte Campbell arrive quatrième derrière la suédoise Sarah Sjöström, troisième. 
Il n’y a pas de deuxième, puisque la première place est occupée par la canadienne Penny Oleksiak et l’américaine Simone Manuel, qui terminent dans le même temps après une remontée sur la dernière longueur de bassin, et obtiennent conjointement un nouveau record olympique. 
Manule devient ainsi la première afro-américaine championne olympique de natation, et Oleksiak, avec sa quatrième médaille, l’athlète canadienne la plus médaillée en une seule édition des Jeux olympiques d’été. 
Lors de la cérémonie protocolaire, les médailles leur sont remises par l’australien James Tomkins en tant que membre du Comité international olympique, et les cadeaux par un autre australien, Matthew Dunn, membre du bureau de la Fédération internationale de natation.

## Résultats

### Séries
Les 16 meilleurs temps des séries sont qualifiés pour les demi-finales.
| Rang | Série | Couloir | Nom                        | Pays              | Temps   | Notes |
| ---- | ----- | ------- | -------------------------- | ----------------- | ------- | ----- |
| 1    | 5     | 4       | Cate Campbell              | Australie         | 52.78   | Q, OR |
| 2    | 4     | 3       | Simone Manuel              | États-Unis        | 53.32   | Q     |
| 3    | 6     | 5       | Sarah Sjöström             | Suède             | 53.37   | Q     |
| 4    | 5     | 5       | Ranomi Kromowidjojo        | Pays-Bas          | 53.43   | Q     |
| 5    | 5     | 3       | Penny Oleksiak             | Canada            | 53.53   | Q     |
| 5    | 5     | 6       | Jeanette Ottesen           | Danemark          | 53.53   | Q     |
| 7    | 6     | 3       | Abbey Weitzeil             | États-Unis        | 53.54   | Q     |
| 8    | 6     | 4       | Bronte Campbell            | Australie         | 53.71   | Q     |
| 9    | 5     | 2       | Chantal Van Landeghem      | Canada            | 53.89   | Q     |
| 10   | 6     | 2       | Charlotte Bonnet           | France            | 53.93   | Q     |
| 11   | 5     | 8       | Pernille Blume             | Danemark          | 54.15   | Q     |
| 11   | 6     | 7       | Zhu Menghui                | Chine             | 54.15   | Q     |
| 13   | 4     | 6       | Aliaksandra Herasimenia    | Biélorussie       | 54.25   | Q     |
| 14   | 4     | 8       | Etiene Medeiros            | Brésil            | 54.38   | Q     |
| 15   | 4     | 2       | Shen Duo                   | Chine             | 54.41   | Q, WD |
| 16   | 6     | 1       | Rikako Ikee                | Japon             | 54.50   | Q     |
| 16   | 6     | 8       | Miki Uchida                | Japon             | 54.50   | Q     |
| 18   | 5     | 7       | Arianna Vanderpool-Wallace | Bahamas           | 54.56   |       |
| 19   | 3     | 5       | Veronika Popova            | Russie            | 54.60   |       |
| 20   | 4     | 4       | Femke Heemskerk            | Pays-Bas          | 54.63   |       |
| 21   | 5     | 1       | Larissa Oliveira           | Brésil            | 54.72   |       |
| 22   | 4     | 7       | Béryl Gastaldello          | France            | 54.80   |       |
| 23   | 3     | 1       | Maria Ugolkova             | Suisse            | 54.85   |       |
| 24   | 3     | 7       | Camille Cheng              | Hong Kong         | 54.92   |       |
| 25   | 3     | 8       | Julie Meynen               | Luxembourg        | 55.09   |       |
| 26   | 3     | 4       | Erika Ferraioli            | Italie            | 55.20   |       |
| 27   | 2     | 4       | Susann Bjørnsen            | Norvège           | 55.35   |       |
| 28   | 4     | 1       | Nataliya Lovtsova          | Russie            | 55.37   |       |
| 29   | 3     | 3       | Katarzyna Wilk             | Pologne           | 55.44   |       |
| 30   | 3     | 6       | Andrea Murez               | Israël            | 55.47   |       |
| 31   | 3     | 2       | Nina Rangelova             | Bulgarie          | 55.71   |       |
| 32   | 2     | 3       | Natthanan Junkrajang       | Thaïlande         | 56.24   |       |
| 33   | 2     | 5       | Jasmine Alkhaldi           | Philippines       | 56.30   |       |
| 34   | 1     | 5       | Inés Remersaro             | Uruguay           | 57.85   | NR    |
| 35   | 2     | 8       | Jade Ashleigh Howard       | Zambie            | 58.47   |       |
| 36   | 2     | 6       | Ana-Iulia Dascăl           | Roumanie          | 58.72   |       |
| 37   | 2     | 1       | Heather Arseth             | Maurice           | 58.89   |       |
| 38   | 2     | 7       | Tracy Keith-Matchitt       | Îles Cook         | 58.90   |       |
| 39   | 2     | 2       | Karen Riveros              | Paraguay          | 59.00   |       |
| 40   | 1     | 3       | Ana Sofia Nóbrega          | Angola            | 59.23   |       |
| 41   | 1     | 6       | Fatima Alkaramova          | Azerbaïdjan       | 59.41   |       |
| 42   | 1     | 4       | Jovana Terzić              | Monténégro        | 59.59   |       |
| 43   | 1     | 2       | Nikol Merizaj              | Albanie           | 59.99   |       |
| 44   | 1     | 8       | Estellah Fils Rabetsara    | Madagascar        | 1:01.11 |       |
| 45   | 1     | 7       | Yusra Mardini              | Athlètes réfugiés | 1:04.66 |       |
| 46   | 1     | 1       | Aminath Shajan             | Maldives          | 1:05.71 |       |
|      | 4     | 5       | Federica Pellegrini        | Italie            | DNS     |       |
|      | 6     | 6       | Michelle Coleman           | Suède             | DNS     |       |

OR : Record olympique
NR : Record national

### Demi-finales
Les 8 meilleurs temps sont qualifiés pour la finale.

#### Demi-finale 1
| Place | Couloir | Nom                 | Pays       | Temps | Notes |
| ----- | ------- | ------------------- | ---------- | ----- | ----- |
| 1     | 4       | Simone Manuel       | États-Unis | 53.11 | Q     |
| 2     | 6       | Bronte Campbell     | Australie  | 53.29 | Q     |
| 3     | 3       | Jeanette Ottesen    | Danemark   | 53.35 | Q, NR |
| 4     | 5       | Ranomi Kromowidjojo | Pays-Bas   | 53.42 | Q     |
| 5     | 7       | Zhu Menghui         | Chine      | 53.98 |       |
| 6     | 8       | Miki Uchida         | Japon      | 54.39 |       |
| 7     | 2       | Charlotte Bonnet    | France     | 54.54 |       |
| 8     | 1       | Etiene Medeiros     | Brésil     | 54.59 |       |

NR : Record national

#### Demi-finale 2
| Place | Lane | Name                    | Nationality | Time  | Notes      |
| ----- | ---- | ----------------------- | ----------- | ----- | ---------- |
| 1     | 4    | Cate Campbell           | Australie   | 52.71 | Q, OR      |
| 2     | 3    | Penny Oleksiak          | Canada      | 52.72 | Q, WJR, AM |
| 3     | 5    | Sarah Sjöström          | Suède       | 53.16 | Q          |
| 4     | 6    | Abbey Weitzeil          | États-Unis  | 53.53 | Q          |
| 5     | 2    | Chantal Van Landeghem   | Canada      | 54.00 |            |
| 6     | 7    | Pernille Blume          | Danemark    | 54.19 |            |
| 7     | 8    | Rikako Ikee             | Japon       | 54.31 |            |
| 8     | 1    | Aliaksandra Herasimenia | Biélorussie | 54.34 |            |

OR : Record olympique
WJR : Record du monde junior
AM : Record panaméricain

### Finale
| Place                               | Couloir | Nom                 | Pays       | Temps | Notes   |
| ----------------------------------- | ------- | ------------------- | ---------- | ----- | ------- |
| Médaille d'or, Jeux olympiques      | 5       | Penny Oleksiak      | Canada     | 52.70 | OR, WJR |
| Médaille d'or, Jeux olympiques      | 3       | Simone Manuel       | États-Unis | 52.70 | OR      |
| Médaille de bronze, Jeux olympiques | 6       | Sarah Sjöström      | Suède      | 52.99 |         |
| 4                                   | 2       | Bronte Campbell     | Australie  | 53.04 |         |
| 5                                   | 1       | Ranomi Kromowidjojo | Pays-Bas   | 53.08 |         |
| 6                                   | 4       | Cate Campbell       | Australie  | 53.24 |         |
| 7                                   | 8       | Abbey Weitzeil      | États-Unis | 53.30 |         |
| 8                                   | 7       | Jeanette Ottesen    | Danemark   | 53.36 |         |

OR : Record olympique
WJR : Record du monde junior